# غيرمرينغ
غرمرينغ (بالألمانية: Germering) هي بلدة ألمانية تقع في ألمانيا في منطقة فورستنفلدبروك.

## المدن التوأمة
مدن Domont و Balatonfüred هي مدن توأمة لـغرمرينغ.

## معرض صور

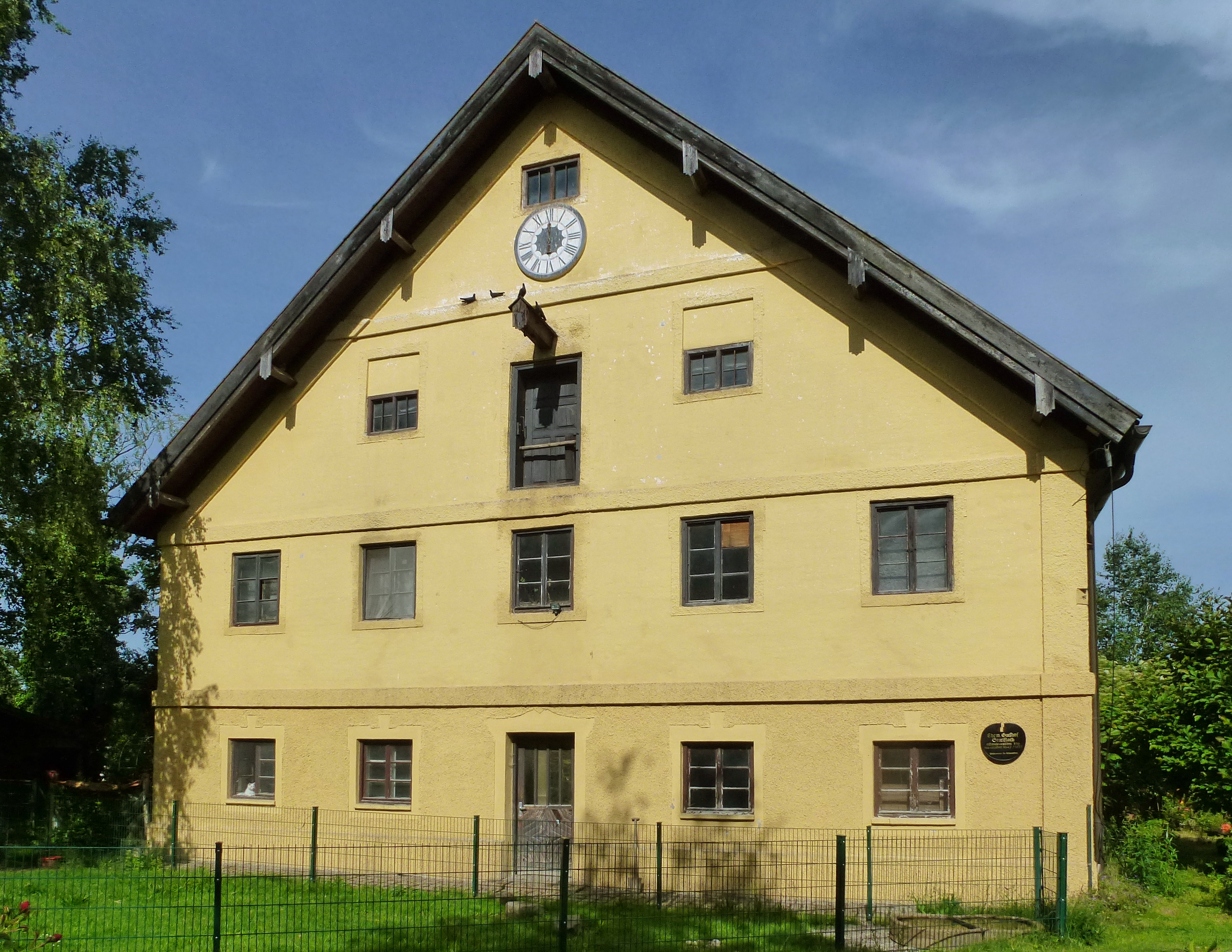
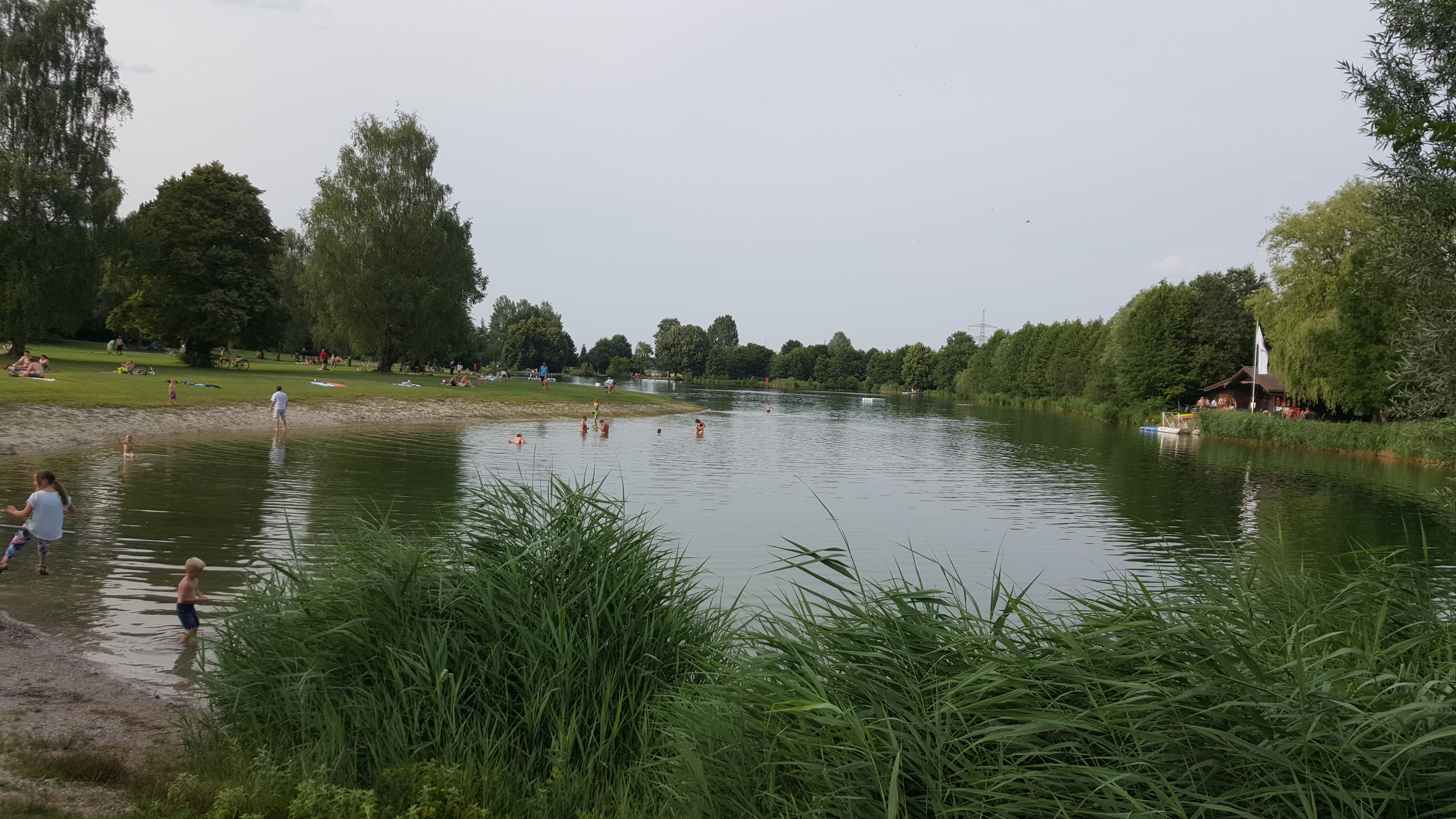
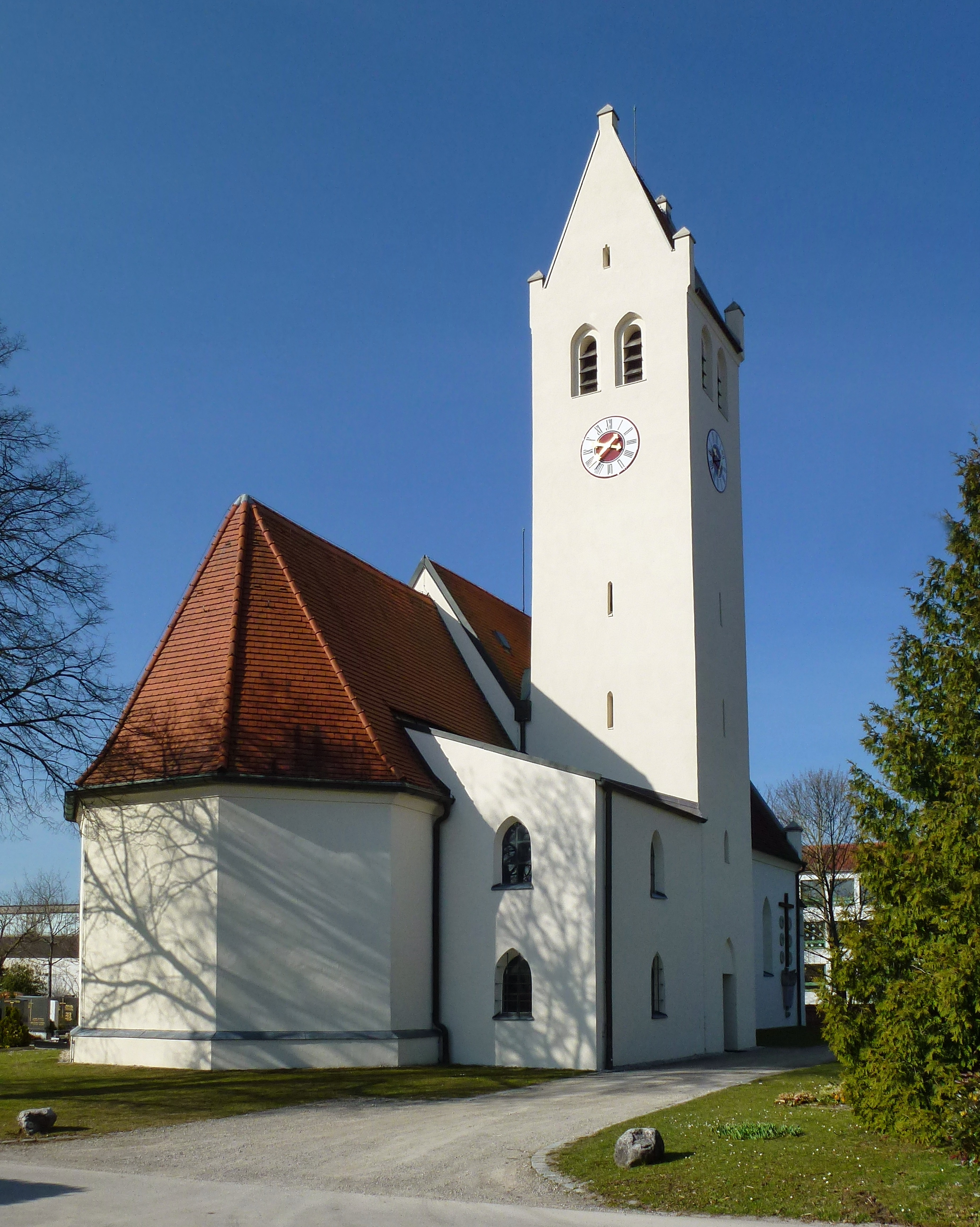

## أعلام
- غوس باكوس
- والتر أولبريخ